# 格拉漢姆·阿倫
格拉漢姆·阿倫（Graham Allen，1953年1月11日—）是一位英格蘭政治人物，他的黨籍是工黨。他出生在諾丁漢，擁有利茲大學的碩士學位。自1987年開始，他擔任北諾丁漢選區選出的英國下議院議員，2017年卸任。